# Manuel Trappel
Manuel Trappel (* 16. September 1989) ist ein ehemaliger österreichischer Golfer, der im Jahr 2011 als erster Österreicher die Amateur-Europameisterschaft gewinnen konnte.
Im Alter von zehn Jahren begann er im GolfPark Bregenzerwald mit dem Golfspiel und wurde 2005 erstmals Vorarlberger Landesmeister. Nach weiteren regionalen Erfolgen gewann er 2011 die Nationalen Österreichischen Meisterschaften, bevor er im selben Jahr Europameister wurde. Dieser Titel bescherte Trappel eine Einladung zu den British Open 2012. Im Dezember 2011 wurde er vom Österreichischen Golfverband als „Golfer des Jahres“ ausgezeichnet.
Im Februar 2013 wurde Trappel Berufsgolfer und spielte auf der Alps Tour und der Challenge Tour. Am 19. Dezember 2019 beendete er seine aktive Karriere.
Trappel lebt in Bregenz und studiert an der Universität Innsbruck Wirtschaftsrecht.